# Gesetz zur Ergänzung des Gesetzes über die Mitbestimmung der Arbeitnehmer in den Aufsichtsräten und Vorständen der Unternehmen des Bergbaus und der Eisen und Stahl erzeugenden Industrie
Das Gesetz zur Ergänzung des Gesetzes über die Mitbestimmung der Arbeitnehmer in den Aufsichtsräten und Vorständen der Unternehmen des Bergbaus und der Eisen und Stahl erzeugenden Industrie (MontanMitbestGErgG) ist in der Bundesrepublik Deutschland ein Gesetz, welches das Montan-Mitbestimmungsgesetz ergänzt. Das Ergänzungsgesetz ist seit dem 8. August 1956 in Kraft und wurde zuletzt am 17. Dezember 2008 geändert.

## Inhalt
- Art. 1: Mitbestimmung in herrschenden Unternehmen
- Art. 2: Anwendung und Änderung des Reichsgesetzes über die Angelegenheiten der freiwilligen Gerichtsbarkeit
- Art. 3: Übergangs- und Schlussvorschriften